# Ruimtetoilet

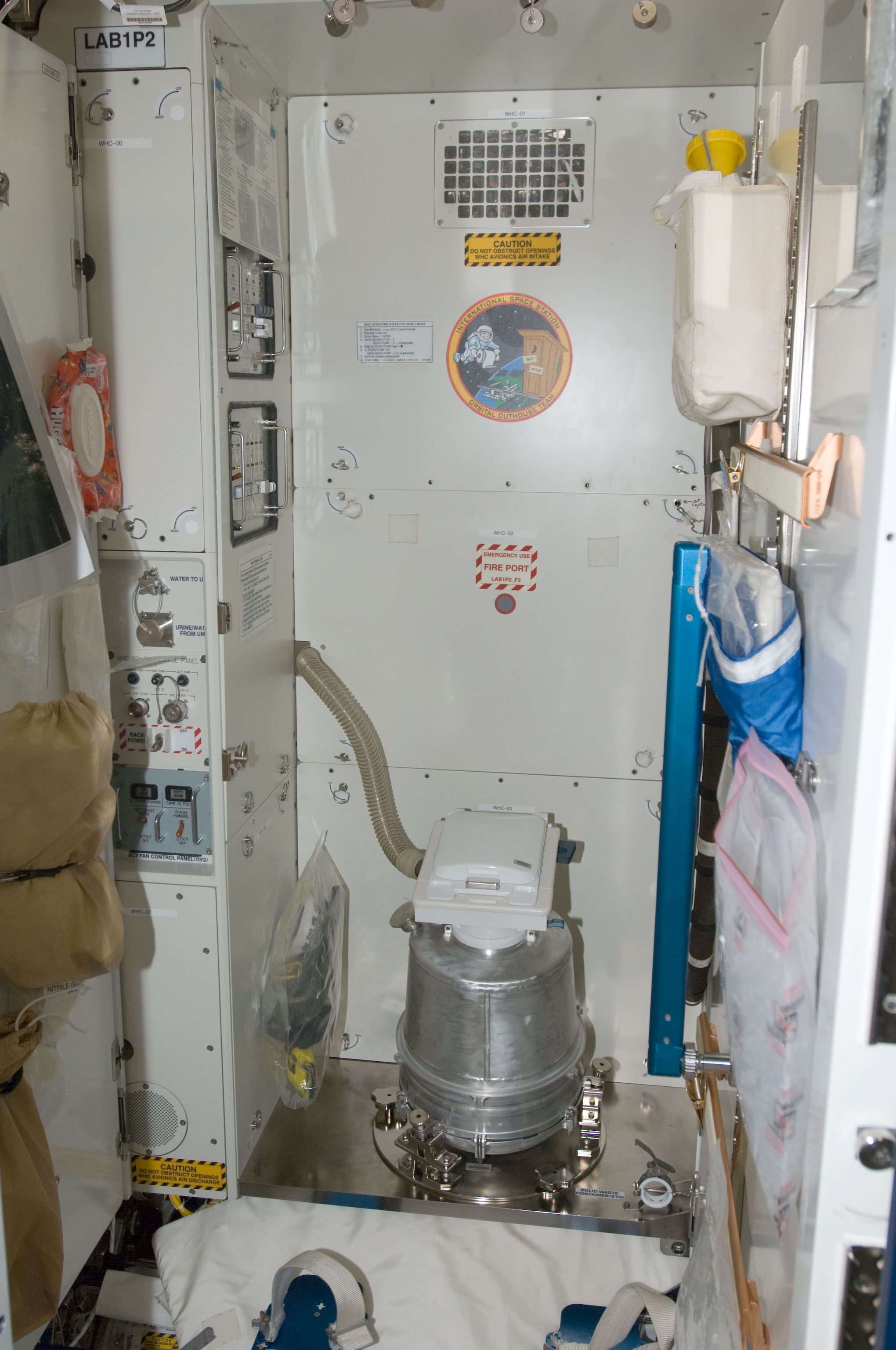
Ruimtetoilet in het ISS-ruimtestation

Een ruimtetoilet is een toilet dat functioneert bij gewichtloosheid, zoals in de ruimte. Zonder zwaartekracht wordt de richting en concentratie van vloeistoffen en vaste voorwerpen bepaald door luchtstromen. Een ruimtetoilet gebruikt daarom zuigkracht voor het afvoeren van urine en ontlasting. De gebruikte lucht wordt vervolgens gefilterd voordat het wordt hergebruikt. Oudere systemen voerden de afvalstoffen uit het ruimtevaartuig de ruimte in, tegenwoordig wordt het in een vacuüm opgeslagen, waardoor bacteriën en andere pathogenen worden gedood.

## Achtergrond
Door het gebrek aan zwaartekracht worden de vloeistoffen in het mensenlichaam overal gelijk verdeeld. De nieren die deze verandering in de vloeistofdichtheid detecteren veroorzaken een fysiologische reactie. Hierdoor krijgen astronauten binnen twee uur nadat ze van de Aarde zijn vertrokken drang om zich te ontlasten. Om deze reden wordt bij ruimteveren het ruimtetoilet als eerste geactiveerd nadat de astronauten zich hebben losgegespt.

## Werking
Een modern ruimtetoilet bestaat uit vier basisonderdelen: de vloeistofslang, de vacuümkamer, de opslagruimte en zakken voor vaste stoffen. Voor het urineren wordt de rubberen of plastic vloeistofslang gebruikt, met twee hulpstukken voor mannelijke en vrouwelijke astronauten. Deze slang is bevestigd aan de vacuümkamer, een cilinder die middels een propeller de urine naar de opslagruimte geleidt. Uitwerpselen worden gedeponeerd in een afneembare zak, die is gemaakt van een materiaal dat gassen doorlaat maar vloeistoffen en vaste stoffen vasthoudt. Hierdoor kan de propeller van de vacuümkamer het afval in de zak zuigen. Na gebruik wordt de zak in een aparte lade van de opslagruimte opgeborgen. Ingevroren monsters van urine en uitwerpselen worden op Aarde gebruikt voor onderzoek.